# Jorge Bravo
Pour les articles homonymes, voir Bravo.
Bravo  Orona est un nom espagnol. Le premier nom de famille, en général paternel, est Bravo ; le second, en général maternel, souvent omis, est Orona.
Jorge Raúl Bravo Orona (né le 28 novembre 1967 à Trinidad) est un coureur cycliste uruguayen.

## Biographie
En avril 2007, il remporte à l'âge de 40 ans une étape et le classement général du Tour d'Uruguay.
À l'âge de 48 ans, il se présente au départ du Tour de San Luis 2016 pour sa première participation, attirant les médias européens par son exceptionnelle longévité. Lors des interviews, Bravo indique que disputer la plus grande course latino-américaine est une récompense couronnant sa carrière sportive. Selon lui, il doit cette longévité au fait de vivre cyclisme, d'être à 100% professionnel. Pour être performant encore à son âge, la discipline et la famille sont fondamentales. Il n'oublie pas qu'un bon placement (dans le peloton) est la clé de la réussite, permettant d'éviter les chutes et de profiter de sa condition physique. Il indique préféré courir sur les extérieurs du peloton plutôt qu'en son sein, plus sûr mais plus coûteux en énergie.
Ayant quitté les siens pour un club et un salaire intéressant à Belo Horizonte, il vit depuis du vélo, il est actuellement membre de la formation Schneck Alas Rojas (es), qui lui verse environ mille dollars mensuels. Comme complément de revenus, il a, avec son frère, une petite entreprise d'importations de magazines et revues. Sa femme, psychologue, en multipliant les emplois, lui permet également de continuer dans le cyclisme. Ne se voyant pas encore raccroché le vélo, il pense toutefois à la reconversion. Il ne se voit pas s'éloigner du monde du cyclisme et passe le diplôme de directeur sportif.
Du fait de la longueur de sa carrière, il peut comparer l'évolution technologique du matériel, louant l'arrivée du carbone et n'étant pas nostalgique comme certains. Venant de remporter le Giro por la Hermandad (es), course transfrontalière entre l'Uruguay et l'Argentine, il balaye les critiques sur son âge, préférant servir d'exemples pour la jeune génération. Peu adepte des statistiques et des souvenirs, et autres trophées, un rapide calcul montre pourtant qu'il a déjà parcouru à bicyclette une vingtaine de fois le tour de la Terre, à raison de 25 000 km par an depuis l'âge de dix-sept ans, soit la bagatelle de 775 000 km. Son calendrier de course expliquant facilement ce kilométrage astronomique, il enchaîne le Giro por la Hermandad (es), la Vuelta a San Juan, le Tour de San Luis, puis les Rutas de América et le Tour d'Uruguay. Il pense arrêter sa saison en mars mais tout indique qu'il repartira pour une année supplémentaire. Le cyclisme lui ayant apporté la reconnaissance et tout ce qu'il est aujourd'hui, le seul maigre regret qu'il peut consentir est de n'avoir jamais pu disputer de compétitions en Europe.
Père de deux fils, il insiste pour qu'ils poursuivent leurs études. Ses idoles sont Miguel Indurain et Marco Pantani, mais surtout l'Espagnol pour sa façon de courir et la stature qu'il a acquis comme sportif, comme homme,.

## Palmarès
- 1995
  - 1reb étape du Tour d'Uruguay (contre-la-montre par équipes)
- 1998
  - 2e de la Doble Calingasta
- 2002
  - 2e de la Rutas de América
- 2003
  - 9e étape du Tour d'Uruguay
- 2007
  - Tour d'Uruguay :
    - Classement général
    - 6eb étape (contre-la-montre)

  - 2e de la Rutas de América
- 2009
  - Classement général de la Vuelta Chaná
  - 6e étape de la Rutas de América
- 2010
  - 2e du championnat d'Uruguay sur route
  - 3e de la Vuelta Chaná
- 2011
  - 3e de la Rutas de América
- 2012
  - 1re étape de la Doble Melo-Treinta y Tres
  - 3e de la Doble Melo-Treinta y Tres
- 2013
  - Doble Melo-Río Branco
  - 1re étape de la Doble Melo-Treinta y Tres (contre-la-montre par équipes)
- 2014
  - 2eb étape du Tour d'Uruguay (contre-la-montre par équipes)
  - 3e de la Doble Melo-Treinta y Tres
- 2015
  - Giro por la Hermandad (es) :
    - Classement général
    - 3e étape

  - 3e du championnat d'Uruguay du contre-la-montre
- 2016
  - 3ea étape du Tour d'Uruguay (contre-la-montre par équipes)
  - Doble Treinta y Tres :
    - Classement général
    - 2e étape (contre-la-montre par équipes)
- 2017
  - 2e de la Doble Melo-Treinta y Tres
- 2020
  - 1re étape du Tour de San Carlos (contre-la-montre)
- 2022
  - 1re étape de la Rutas de América (contre-la-montre par équipes)

## Classements mondiaux
| Année            | 2005 | 2006 | 2007 | 2008 | 2009 | 2010 | 2011 | 2012 | 2013 | 2014 | 2015 | 2016 |
| ---------------- | ---- | ---- | ---- | ---- | ---- | ---- | ---- | ---- | ---- | ---- | ---- | ---- |
| UCI America Tour | 245e |      | 315e | 146e | 247e | 160e | 134e |      |      |      |      | 325e |